# رونالد بي. سكوت
رونالد بي. سكوت (بالإنجليزية: Ronald B. Scott)‏ (4 أكتوبر 1945، سولت ليك في الولايات المتحدة)؛ صحفي وروائي أمريكي. درس في جامعة يوتا.